# Shurik'n
Shurik'N Chang-Ti, también conocido como Jo (de verdadero nombre Geoffroy Mussard), es un cantante de rap francés  nacido el 11 de marzo de 1966 en Marsella.

## Biografía
Shurik'N, de origen malgache y reunionense, es uno de los miembros del grupo de rap francés IAM, fundado en el año 1989.
Adepto de la espiritualidad taoísta, fino conocedor de las culturas asiáticas, Jo practica un gran número de artes marciales, especialmente el Kung-fu y el Aikidō. No duda en establecer un paralelismo entre sus dos pasiones, artes marciales y rap,  considerando que ambas permiten seguir líneas de conducta benéficas y desarrollan el espíritu; para él, el rap es una forma de artes marciales. Convertido al islam en 1992.
En 1998, lanza un exitoso primer álbum en solitario titulado Où je vis, doble disco de oro; un álbum muy sombrío evocando la miseria, la manipulación mediática, la juventud perdida; a pesar de canciones como Oncle Shu que hace uso de la parte bella del vocabulario asiático, especialmente el relativo a los samuráis. Este álbum ha sido íntegramente producido y realizado por Shurik'N.
Shurik'N es hermano del rapero francés Faf Larage, con el que lanza el álbum La garde en el año 2000. A partir de entonces, vuelve a participar en su grupo IAM para lanzar los álbumes Revoir un printemps y Saison 5.
Asimismo, ha coproducido el álbum de Saïd, artista Soul francés del sello discográfico 361 Records(dirigido por Akhenaton) y participado en el sencillo La fin de leur monde con Akh del álbum Soldat de fortune de este último; Esta canción ha tenido una gran repercusión al ser difundido libremente su video por internet.

## Discografía
- 1989: IAM Concept (IAM)
- 1991: De la planète Mars (IAM)
- 1993: Ombre est lumière (IAM)
- 1997: L'école du micro d'argent (IAM)
- 1998: Où je vis (Shurik'N)
- 2000: La garde (Shurik'N & Faf Larage)
- 2003: Revoir un printemps (IAM)
- 2007: IAM Official Mixtape (IAM)
- 2007: Saison 5 (IAM)

- Datos: Q3482680
- Multimedia: Shurik'n / Q3482680